# Fórmula barométrica
La fórmula barométrica, a veces llamada atmósfera exponencial  o atmósfera isotérmica, es una  fórmula utilizada para modelar cómo la presión y la densidad del aire cambian con la altitud.  La presión disminuye aproximadamente en 11,3 pascales por metro en los primeros 1000 metros sobre el nivel del mar.

## Ecuaciones de presión

Air pressure p as a function of the altitude h (Barometric formula)

Existen dos ecuaciones diferentes para calcular la presión en varios regímenes de altura por debajo de 86 km (o 278 400 pies). La primera ecuación se utiliza cuando el valor de la temperatura estándar «tasa de caída» no es igual a cero:
{\displaystyle {P}=P_{b}\cdot \left[{\frac {T_{b}+L_{b}\cdot (h-h_{b})}{T_{b}}}\right]^{\textstyle {\frac {-g_{0}\cdot M}{R^{*}\cdot L_{b}}}}}
{\displaystyle P=P_{b}\cdot \exp \left[{\frac {-g_{0}\cdot M\cdot (h-h_{b})}{R^{*}\cdot T_{b}}}\right]}
donde:
{\displaystyle P_{b}} = presión de referencia (Pa)
{\displaystyle T_{b}} = temperatura de referencia (K)
{\displaystyle L_{b}} = «tasa de caída» de la temperatura (K/m) en ISA
{\displaystyle h} = altura a la que se calcula la presión (m)
{\displaystyle h_{b}} = altura del nivel de referencia b (meters; e.g., hb = 11 000 m)
{\displaystyle R^{*}} = Constante de los gases ideales: 8.3144598 J/(mol·K)
{\displaystyle g_{0}} = aceleración de la gravedad en la Tierra: 9.80665 m/s2
{\displaystyle M} = masa molar del aire de la Tierra: 0.0289644 kg/mol
O convertido a «unidades imperiales»:
dónde
{\displaystyle P_{b}} = presión de referencia ( pulgadas de mercurio)
{\displaystyle T_{b}} = temperatura de referencia (K)
{\displaystyle L_{b}} = «tasa de caída» de la temperatura (K/ft) en ISA
{\displaystyle h} = altura a la que se calcula la presión (ft)
{\displaystyle h_{b}} = altura del nivel de referencia b (feet; e.g., hb = 36,089 ft)
{\displaystyle R^{*}} = Constante de los gases ideales:8.9494596×104 lb·ft2/(lb-mol·K·s2)
{\displaystyle g_{0}} = aceleración de lagravedad: 32.17405 ft/s2
{\displaystyle M} = masa molar del aire de la Tierra: 28.9644 lb/lb-mol
El valor del subíndice b varía de 0 a 6 de acuerdo con cada una de las siete capas sucesivas de la atmósfera que se muestran en la siguiente tabla. En estas ecuaciones, g0, M y R*  son constantes de valor único, mientras que P, L, T, y h  son constantes de valores múltiples de acuerdo con la tabla siguiente. Los valores usados para M, g0, and R* están de acuerdo con la Atmósfera Estándar de EE. UU., 1976, y el valor de  R*  en particular no concuerda con los valores estándar para esta constante.
El valor de referencia para Pb para b = 0 es el valor del nivel del mar definido, P0 = 101 325 Pa o 29.92126 inHg. Los valores de Pb con b = 1 hasta b = 6 se obtienen de la aplicación del miembro apropiado del par de ecuaciones 1 y 2 para el caso en que h = hb+1.
| Subíndice b | Altura sobre el nivel del mar | Altura sobre el nivel del mar | Presión estática | Presión estática | Temperatura estándar (K) | Tasa de lapso de temperatura | Tasa de lapso de temperatura |
| Subíndice b | (m)                           | (ft)                          | (Pa)             | (inHg)           | Temperatura estándar (K) | (°C/m)                       | (K/ft)                       |
| ----------- | ----------------------------- | ----------------------------- | ---------------- | ---------------- | ------------------------ | ---------------------------- | ---------------------------- |
| 0           | 0                             | 0                             | 101 325.00       | 29.92126         | 288.15                   | -0.0065                      | -0.0019812                   |
| 1           | 11 000                        | 36,089                        | 22 632.10        | 6.683245         | 216.65                   | 0.0                          | 0.0                          |
| 2           | 20 000                        | 65,617                        | 5474.89          | 1.616734         | 216.65                   | 0.001                        | 0.0003048                    |
| 3           | 32 000                        | 104,987                       | 868.02           | 0.2563258        | 228.65                   | 0.0028                       | 0.00085344                   |
| 4           | 47 000                        | 154,199                       | 110.91           | 0.0327506        | 270.65                   | 0.0                          | 0.0                          |
| 5           | 51 000                        | 167,323                       | 66.94            | 0.01976704       | 270.65                   | -0.0028                      | -0.00085344                  |
| 6           | 71 000                        | 232,940                       | 3.96             | 0.00116833       | 214.65                   | -0.002                       | -0.0006096                   |

## Ecuaciones de densidad
Las expresiones para calcular la densidad son casi idénticas a las de calcular la presión. La única diferencia es el exponente en la Ecuación 1. 
Hay dos ecuaciones diferentes para calcular la densidad en varios regímenes de altura por debajo de 86 km geométricos (84 852 metros  geopotenciales o 278 385,8 pies geopotenciales). La primera ecuación se utiliza cuando el valor de la tasa de variación de temperatura estándar no es igual a cero; la segunda ecuación se usa cuando la tasa de variación de temperatura estándar es igual a cero.
Ecuación 1
{\displaystyle {\rho }=\rho _{b}\cdot \left[{\frac {T_{b}}{T_{b}+L_{b}\cdot (h-h_{b})}}\right]^{\left(1+{\frac {g_{0}\cdot M}{R^{*}\cdot L_{b}}}\right)}}
Ecuación 2
{\displaystyle {\rho }=\rho _{b}\cdot \exp \left[{\frac {-g_{0}\cdot M\cdot (h-h_{b})}{R^{*}\cdot T_{b}}}\right]}
donde
{\displaystyle {\rho }} = densidad de masa  (kg/m3)
{\displaystyle T_{b}} =  temperatura estándar (K)
{\displaystyle L} = tasa de variación de temperatura estándar (consulte la tabla siguiente) (K / m) en ISA (K/m) in ISA
{\displaystyle h} = altura sobre el nivel del mar (metros geopotenciales)
{\displaystyle R^{*}} = Constante de los gases ideales 8.3144598 N·m/(mol·K)
{\displaystyle g_{0}} = aceleración gravitacional: 9.80665 m/s2
{\displaystyle M} = masa molar del aire de la Tierra: 0.0289644 kg/mol
o, convertido a unidades gravitacionales inglesas de pie-libra-segundo:
{\displaystyle {\rho }} = densidad de masa  (slug/ft3)
{\displaystyle T_{b}} =  temperatura estándar (K)
{\displaystyle L} = tasa de variación de temperatura estándar (consulte la tabla siguiente) (K/ft) en ISA (K/m) in ISA
{\displaystyle h} = altura sobre el nivel del mar (pies geopotenciales)
{\displaystyle R^{*}} = Constante de los gases ideales 8.3144598 4 ft2/(s·K)
{\displaystyle g_{0}} = aceleración gravitacional: 9.80665 ft/s2
{\displaystyle M} = masa molar del aire de la Tierra: 0.0289644 kg/mol
El valor del subíndice b varía de 0 a 6 de acuerdo con cada una de las siete capas sucesivas de la atmósfera que se muestran en la siguiente tabla. El valor de referencia para ρb para b = 0 es el valor definido del nivel del mar, ρ0 = 1.2250 kg/m3 o 0.0023768908 slug/ft3. Valores de ρb desde b = 1 hasta b = 6 se obtienen de la aplicación del miembro apropiado del par de ecuaciones 1 y 2 para el caso en que h = hb+1.
En estas ecuaciones g0, M y R* son constantes de valor único, mientras que ρ, L, T y h
son constantes de valores múltiples de acuerdo con la siguiente tabla. Los valores usados para  están de acuerdo con la Atmósfera Estándar de EE.UU., 1976, y el valor de R* en particular no concuerda con los valores estándar para esta constante.
| Subíndice b | Altura sobre el nivel del mar (h) | Altura sobre el nivel del mar (h) | Densidad de masa ({\displaystyle \rho }) | Densidad de masa ({\displaystyle \rho }) | Temperatura estándar (T') (K) | Tasa de lapso de temperatura (L) | Tasa de lapso de temperatura (L) |
| Subíndice b | (metro)                           | (pie)                             | (kg/m3)                                  | (slug/ft3)                               | Temperatura estándar (T') (K) | (K/m)                            | (K/ft)                           |
| ----------- | --------------------------------- | --------------------------------- | ---------------------------------------- | ---------------------------------------- | ----------------------------- | -------------------------------- | -------------------------------- |
| 0           | 0                                 | 0                                 | 1.2250                                   | 2.3768908 x 10−3                         | 288.15                        | -0.0065                          | -0.0019812                       |
| 1           | 11 000                            | 36,089.24                         | 0.36391                                  | 7.0611703 x 10−4                         | 216.65                        | 0.0                              | 0.0                              |
| 2           | 20 000                            | 65,616.79                         | 0.08803                                  | 1.7081572 x 10−4                         | 216.65                        | 0.001                            | 0.0003048                        |
| 3           | 32 000                            | 104,986.87                        | 0.01322                                  | 2.5660735 x 10−5                         | 228.65                        | 0.0028                           | 0.00085344                       |
| 4           | 47 000                            | 154,199.48                        | 0.00143                                  | 2.7698702 x 10−6                         | 270.65                        | 0.0                              | 0.0                              |
| 5           | 51 000                            | 167,322.83                        | 0.00086                                  | 1.6717895 x 10−6                         | 270.65                        | -0.0028                          | -0.00085344                      |
| 6           | 71 000                            | 232,939.63                        | 0.000064                                 | 1.2458989 x 10−7                         | 214.65                        | -0.002                           | -0.0006096                       |

## Derivación
La fórmula barométrica se puede derivar utilizando la Ley de los gases ideales:
{\displaystyle P={\frac {\rho }{M}}\cdot {R^{*}}T}
Suponiendo que toda presión es hidrostática:
{\displaystyle dP=-\rho g\,dz\,}
y dividiendo {\displaystyle dP} por {\displaystyle P} se tiene la expresión:
{\displaystyle {\frac {dP}{P}}=-{\frac {Mg\,dz}{R^{*}T}}}
Integrando esta expresión de la superficie a la altitud z se tiene:
{\displaystyle P=P_{0}e^{-\int _{0}^{z}{Mgdz/R^{*}T}}\,}
Suponiendo un cambio de temperatura lineal {\displaystyle T=T_{0}+L\cdot z} y la masa molar constante y la aceleración gravitacional, obtenemos la primera fórmula barométrica:
{\displaystyle P=P_{0}\cdot \left[{\frac {T_{0}}{T}}\right]^{\textstyle {\frac {Mg}{R^{*}L}}}}
En cambio, suponiendo una temperatura constante, la integración da la segunda fórmula barométrica:
{\displaystyle P=P_{0}e^{-Mgz/R^{*}T}\,}
En esta formulación, R* es la constante de los gases, y el término R*T/Mg da la altura de escala (aproximadamente igual a 8.4 kmpara la troposfera
Para obtener resultados exactos, hay que recordar que las atmósferas que contienen agua no se comportan como un gas ideal. Véase gas real o gas perfecto o gas para una mayor comprensión.